# Morpho lelargei
Morpho lelargei är en fjärilsart som beskrevs av Charles Oberthür 1921. Morpho lelargei ingår i släktet Morpho och familjen praktfjärilar. Inga underarter finns listade i Catalogue of Life.